# Diederichs Verlag
Der Diederichs Verlag ist ein deutscher Buchverlag mit Sitz in München. Er wurde 1896 von Eugen Diederichs gegründet und prägte das intellektuelle Leben zu Anfang des 20. Jahrhunderts. Seit 2008 gehört Diederichs zur Penguin Random House Verlagsgruppe und konzentriert sich heute vor allem auf erzählerische Lebenshilfe.

## Geschichte

### Gründung
Der gelernte Buchhändler Eugen Diederichs (1867–1930) reiste nach dem Tod seines Vaters nach Italien. Die in seiner Heimatstadt Naumburg (Saale) veröffentlichten Reiseberichte bildeten die Grundlage seiner publizistischen Tätigkeit. 1896 gründete Diederichs den nach ihm benannten Buchverlag, zunächst mit Sitz in Florenz. Später zog Diederichs nach Leipzig und ließ sich 1904 schließlich in Jena nieder. Dort erreichte er einen Höhepunkt seines Schaffens. Durch Diederichs Wirken entwickelte sich die thüringische Universitätsstadt zu einem der bedeutendsten Verlagsstandorte.

### Familienbesitz
In den 1930er Jahren führten Diederichs Söhne Niels und Peter den Verlag weiter. Während der Zeit des Nationalsozialismus passten sie das Portfolio an die intellektuellen Vorgaben des Regimes an. Nach Kriegsende nahmen beide den Betrieb in Düsseldorf und Köln wieder auf. Von 1973 bis 1988 leitete Diederichs’ Enkel Ulf Diederichs den Verlag.

### Verkauf des Verlags
Aufgrund wirtschaftlicher Schwierigkeiten wurde das Unternehmen schließlich im Jahr 1988 an Heinrich Hugendubel verkauft. Dieser versuchte, den Verlag „zwischen Tradition und Innovation“ zu positionieren. 1999 wurde Diederichs zu einem Imprint von Hugendubel und gemeinsam mit anderen Verlagen an die Wirtschaftsanwältin Monika Roell veräußert.
2008 übernahm die Verlagsgruppe Random House (heute Penguin Random House) die Buchverlage von Hugendubel. Das Archiv des Verlags und der Familie Diederichs wurde an die Thüringer Universitäts- und Landesbibliothek abgegeben. Unter dem Dach der Verlagsgruppe wird Diederichs seitdem als selbstständiger Verlag weitergeführt.

## Programm
Anfang des 20. Jahrhunderts standen Werke der Klassik und Romantik ebenso auf dem Programm wie Sachbücher. Zu den bekanntesten Autoren zählten Hans Christian Andersen, Henri Bergson, Maxim Gorki, Søren Kierkegaard, Leo N. Tolstoi und Anton Tschechow. Außerdem erschienen zahlreiche Buchreihen, beispielsweise die „Monographien zur deutschen Kulturgeschichte“. Besonders bedeutend waren neben der „Sammlung Thule“ die „Märchen der Weltliteratur“.
Unter dem Dach von Hugendubel standen „Weltkulturen, Märchen der Weltliteratur und Weltreligionen“ im Fokus. Als Teil von Penguin Random House steht der Diederichs Verlag heute für inspirierende und sinnstiftende Texte. Bekannte Autoren der letzten Jahre sind beispielsweise Paula Carlin, Francesc Miralles und Folco Terzani.